# Amasty
Amasty Ltd. és una empresa internacional que ofereix serveis de desenvolupament de cicle complet i extensions per a Magento. La companyia té oficines a Xipre, Regne Unit, i Polònia.
CEO — Sergej Derzap.

## Història
Amasty va ser fundada l'any 2009 per Andrei Vashkevich, Alexander Stelmakh.
El 2016, la companyia va obrir oficines a Eslovàquia i al Regne Unit. Ara la seu central es troba a Nicòsia, Xipre.
El 2017, Amasty es va convertir en soci oficial de Magento. L'empresa va dissenyar més de 230 extensions de Magento 2 i Magento 1.
El 2021, Amasty es va convertir en soci oficial d'Adobe Solution. A més, l'empresa va començar a oferir serveis de desenvolupament web de cicle complet.
Entre els clients de la companyia es troben eBay, Canon, Blizzard, Munchkin, Nestle. En general, l'empresa té clients d'uns 80 països.
L'empresa va entrar a la llista dels millors desenvolupadors de comerç electrònic a Eslovàquia segons la versió de Clutch.